# Horst Keining

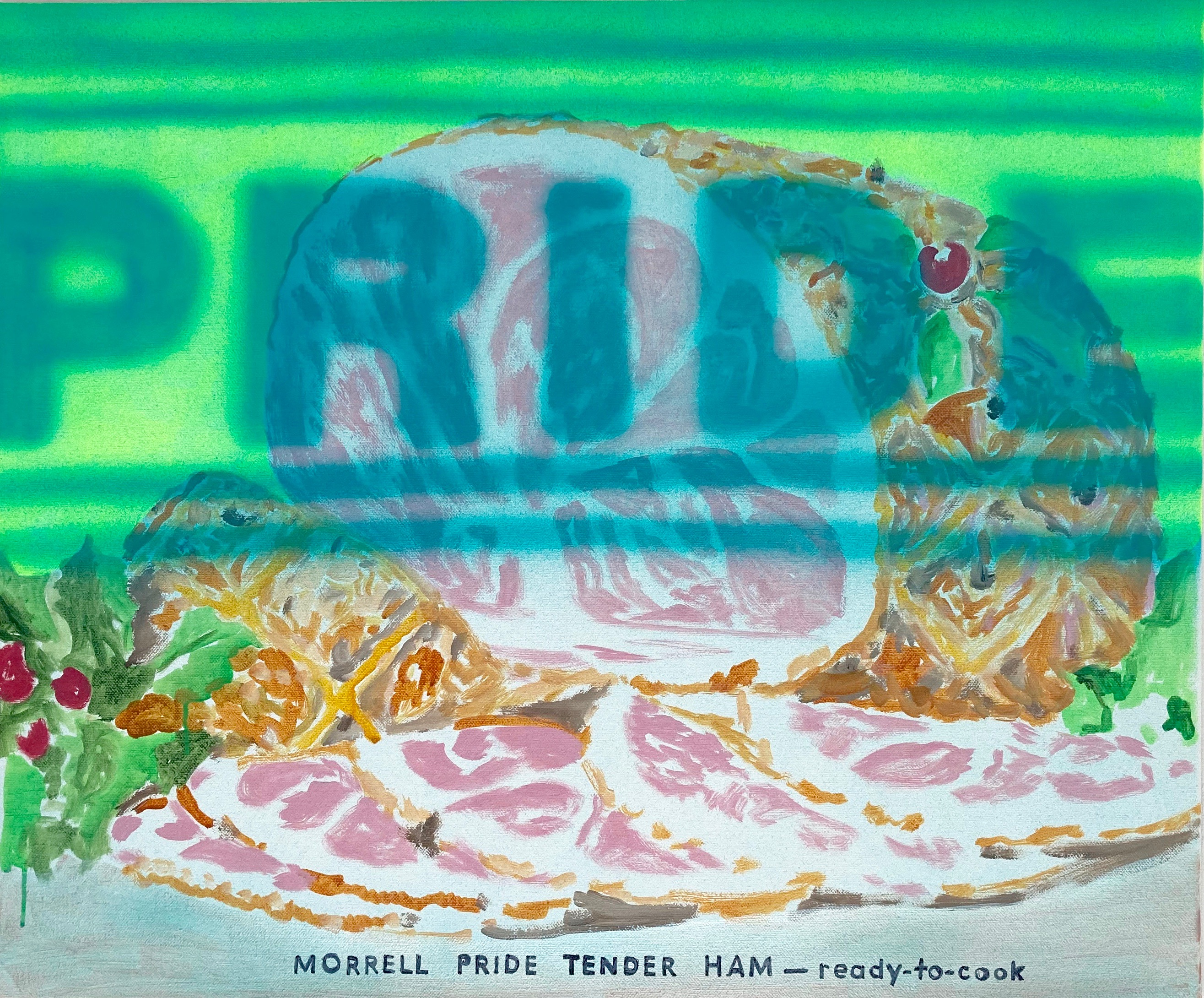
Horst Keining, Verblödung als Strategie, 75 × 90 cm, Kunstharz auf Leinwand, 2022

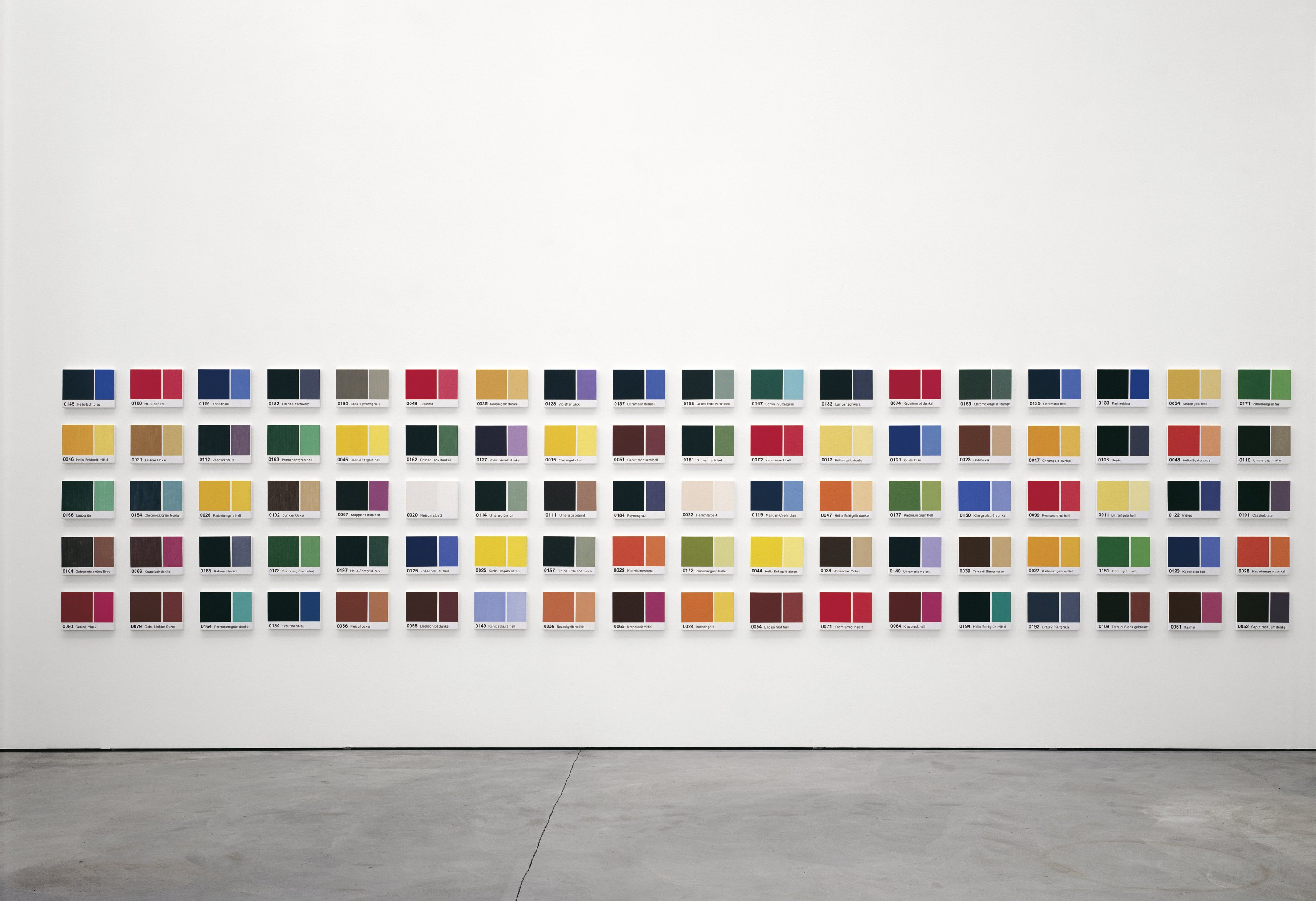
Keining – 90-Lukastafeln, je 24,3 × 33,1 cm, 2000, 2002 in der Kunsthalle Lingen, Copyright Achim Kukulies und Horst Keining, 2013.

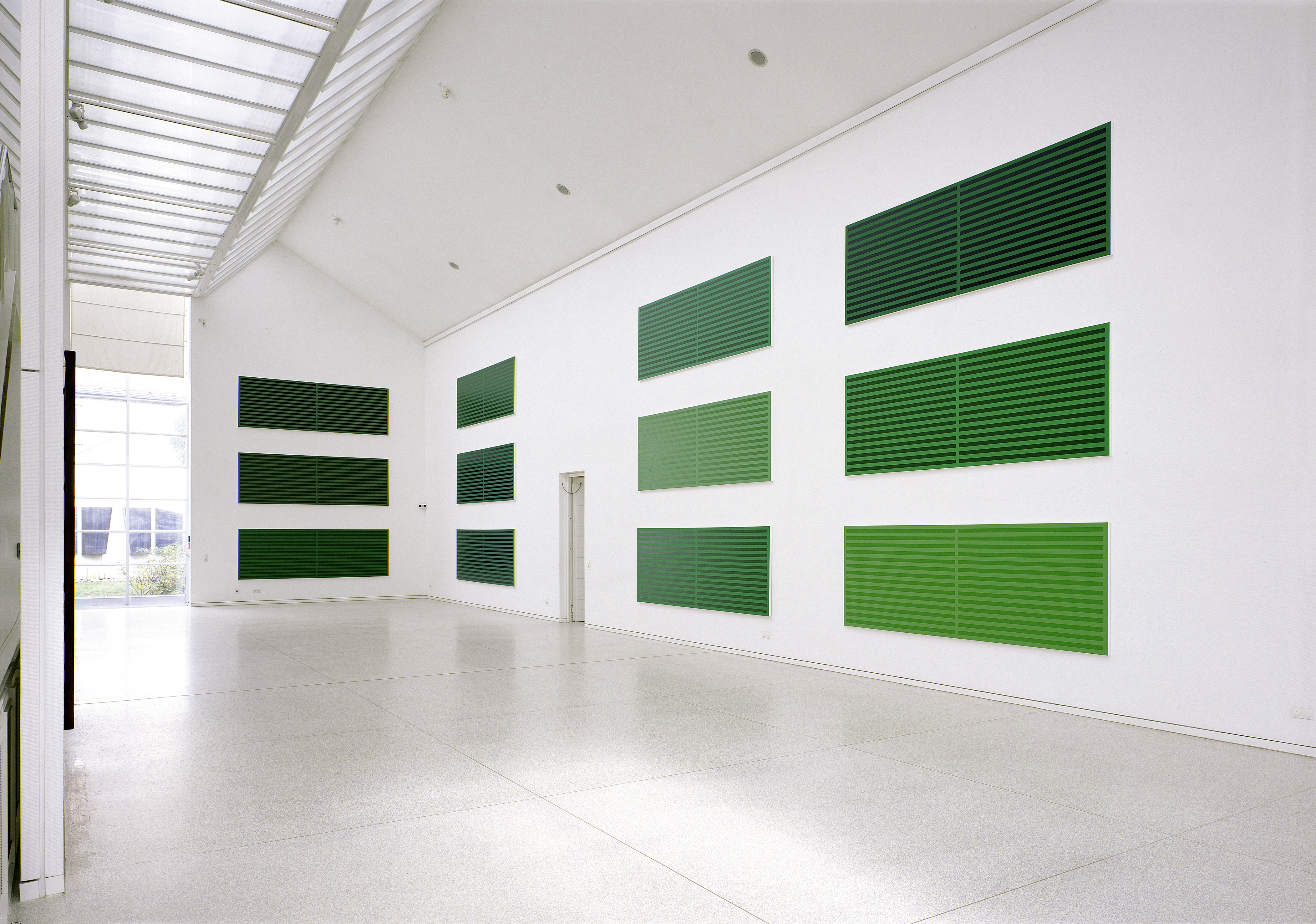
Keining – Streifenbilder, alle 110 × 320 cm, Öl auf Leinwand, 1996, im Heidelberger Kunstverein 1998, Copyright Norbert Faehling und Horst Keining, 2013.

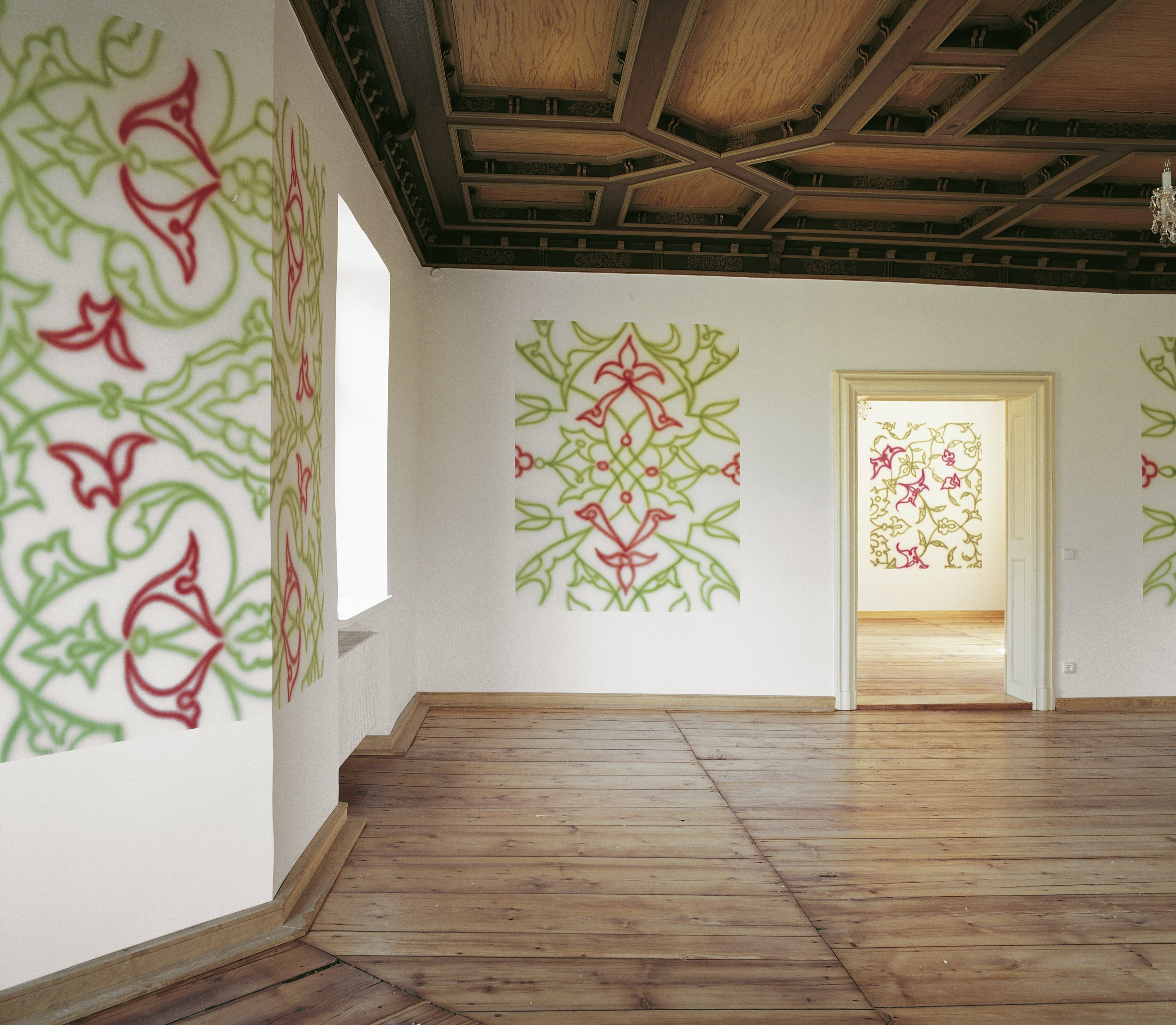
Keining – Mariakirchen, 9 Wandmalereien, Kunstharz, je 200 × 150 cm, 2003, Schloss Mariakirchen bei Arnstorf, Copyright Norbert Faehling und Horst Keining, 2013.

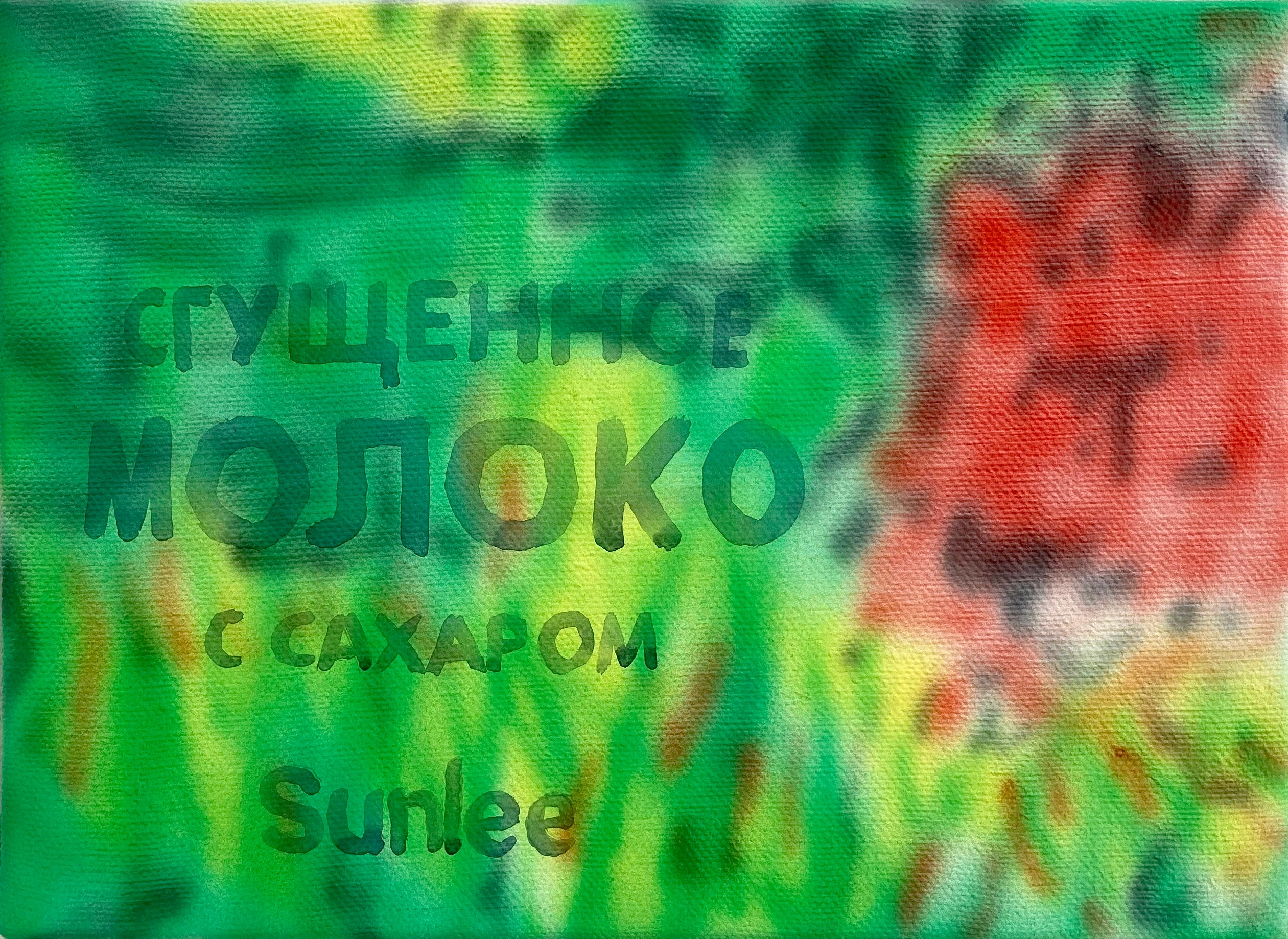
Horst Keining, Dancing with the nightingale-Dylan, 24 × 35 cm, Kunstharz auf Leinwand, 2022

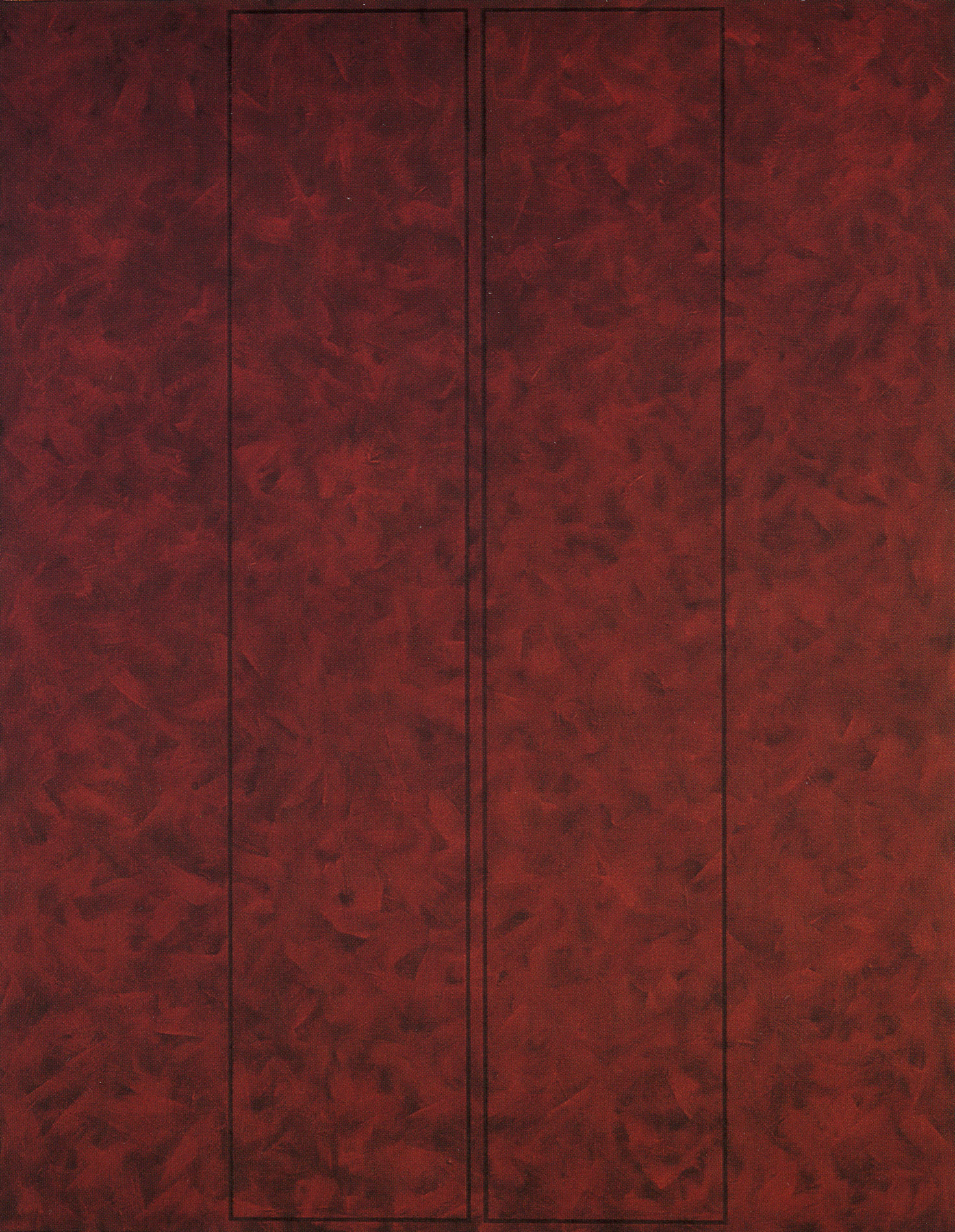
Keining – Teilung auf Rot, 189 × 147 cm, Öl auf Leinwand, 1994, Copyright Horst Keining, 2013.

Horst Keining (* 9. Februar 1949 in Hattingen) ist ein deutscher Maler.

## Leben und Werk
Keining wurde 1949 in Hattingen an der Ruhr geboren. Er verbrachte seine Kindheit und Jugend in Hattingen und Bochum. 1968 schloss er seine Schulzeit an der Goetheschule in Bochum mit dem Abitur ab. 1970 wechselte er nach zwei Semestern Studium der Bauingenieurwissenschaften an der Ruhr-Universität Bochum zur Staatlichen Kunstakademie Düsseldorf. Seither lebt und arbeitet Keining in Düsseldorf. Zunächst absolvierte er an der Kunstakademie zwei Semester bei Professorin Karin Rissa, setzte anschließend das Studium der Malerei in der Klasse von Professor Erwin Heerich fort und schloss es 1976 erfolgreich ab.
In seiner ersten Ausstellungsbeteiligung 1979 im Westfälischen Kunstverein in Münster zeigte Keining großformatige Aquarelle (circa 70 × 90 cm) mit Architekturmotiven, in denen das Wechselspiel zwischen Licht und Schatten in menschenleeren Situationen besondere Bedeutung hat. 1984 waren in einer Gruppenausstellung im Kasseler Kunstverein und in einer Einzelausstellung bei der Galerie Luise Krohn, Badenweiler, Aquarelle zu sehen, bei denen die Architekturmotive, vom Licht überstrahlt, kaum noch erkennbar sind. Zwischen 1984 und 1985 stand die Figur im Mittelpunkt seines künstlerischen Interesses.
Nach einem umfangreichen Atelierumbau 1986 wurde dann in einem größeren Atelier die Architektur erneut zum zentralen Thema in Keinings Malerei. Es entstanden Arbeiten, in denen die räumliche Qualität der Architektur auf eine flächige Darstellung im Sinne von Grundrissen reduziert ist, aber auch Arbeiten, die durch perspektivische Architekturfragmente bestimmt sind. Bevorzugtes Material war hierbei nicht mehr die Aquarellfarbe, sondern die Ölfarbe, die aber immer noch auf Papier aufgebracht wurde. Ab 1990 wurde die Leinwand zu Keinings bevorzugtem Bildträger. Auf großen Formaten (225 × 175 cm) wurde das Grundrissthema insofern variiert, als linienhafte Bildelemente Teilungen von Flächen festlegen. Zwei umfangreiche Werkgruppen unterschieden sich durch eine schwebende blaugrüne und eine erdige rote Farbigkeit. Während eines internationalen Arbeitstreffens in Slowenien (1994) begann Keining den Grundriss auf Bilder mit eindimensionalen Streifen zu reduzieren. 1998 waren sie Bestandteil einer großen Ausstellung von Arbeiten Erwin Heerichs und Keinings im Heidelberger Kunstverein. Stefan Berg: „Die Streifenbilder changieren zwischen abstrakter Flächigkeit und subtilem Raumvolumen.“
Auf der Suche nach weiteren abstrakten Bildelementen spielten in der Folgezeit Buchstaben und Textelemente eine wichtige Rolle. Sie tauchten erstmals 1997 in Gemälden von Marken und Modellbezeichnungen amerikanischer Automobilfirmen auf. Anregungen dafür ergaben sich aus einem Studienaufenthalt in New York. 1999 entstand ein neunzigteiliges Werk: Auf relativ kleinen Bildtafeln (Lukastafeln) werden alle Farbnuancen eines namhaften Künstlerfarbenherstellers gezeigt; firmenspezifische Farbbezeichnungen und -nummern greifen als Bildbestandteile das Buchstabenthema auf.
Einer umfangreichen Werkreihe (2002) liegen Textfragmente des Marquis de Sade zu Grunde. Durch verwischen der frisch aufgetragenen Ölfarbe wurde der Text nahezu bis zur Unleserlichkeit entstellt und öffnet so dem Betrachter Freiräume für seine eigenen sexuellen Fantasien.
Ein Wandmalauftrag im Jahr 2003 erforderte eine neue Technik, da Ölfarbe nicht dauerhaft auf Mauerputz haftet. Um die Auflösung der Konturen zu erreichen, griff Keining zu Spritzpistole und Kunstharzfarbe. Im Wasserschloss Mariakirchen bei Arnstorf entstanden acht Wandbilder (circa 200 × 150 cm) mit ausgeprägt ornamentaler Struktur. Ausgehend von den positiven Erfahrungen mit diesem Material und dieser Technik ging Keining dazu über, auch Leinwandbilder in dieser Weise auszuführen.
Während bis zu diesem Zeitpunkt die Arbeit Keinings durch bewusst bearbeitete Themenstellungen gekennzeichnet war (Serien, Werkgruppen), entstanden von da an eher Einzelbilder, die auf unterschiedliche Weise Bildelemente wie Blumen, Tiere, Ornamente, oder auch Comics und Werbung aus den Fünfzigerjahren kombinieren. Immer wieder tauchte in den Bildern Schrift als Bildelement auf. Für die Bildkomposition benutzte Keining mehrere Folien, die auf die Leinwand projiziert wurden. Einige Anteile der Bilder sind durch einen gesprühten Farbauftrag gekennzeichnet, andere durch mit dem Pinsel aufgetragene Kunstharzfarbe. Durch Überlagerung der einzelnen Anteile ergeben sich in den Bildern zwei oder mehr Ebenen; z. B. sticht vor einem verschwommenen Ornament im Hintergrund ein scharf konturiert gemalter Schriftzug im Vordergrund hervor. In ähnlicher Weise wie der gesprühte Farbauftrag schon eine Verunklärung der Konturen erreichte, verstärkte die Überlagerung von Bildbestandteilen diese Verunklärung noch so weit, dass die Fantasie des Betrachters bei der Deutung in hohem Maße herausgefordert wird und er dabei selten zu einer eindeutigen Interpretation gelangt.
Daniel Spanke: „Doch ist diese Vielfalt von Bildmöglichkeiten, die sich Keining im Laufe der Zeit erarbeitet hat, kein Nebeneinander beliebiger, unvereinbar erscheinender Stile, sondern es liegt ihr eine Entwicklung zu Gunde, die verschiedene Mal- und Bildstile durchläuft, um dem Wesen des Bildes auf der Spur zu bleiben. Das Interesse des Betrachters wird dabei auf eine wichtige Grundfrage menschlicher Kultur gelenkt: Wie wird die Welt zum Bild und was geschieht bei dieser Verwandlung.“

## Ausstellungen
- 2024: Chosen Inchorences, Martin Leyer-Pritzkow, Düsseldorf
- 2023: HORST KEINING – B2, Kunstverein Leverkusen Schloss Morsbroich, Leverkusen
- 2023: NoHoRsesToBuY, Galerie im Dreigiebelhaus, Xanten
- 2022: Le Far west, Galerie Frank Schlag, Essen
- 2021: BARBOUILLAGE, ECI Roermond, Niederlande,
- 2021: malereifeiern, Niederrheinischer Kunstverein, Wesel (G),
- 2021: KUNST.BEWEGT.20, Museum Schloss Moyland, Bedburg-Hau
- 2020: Geschenkt, Rheinisches Landesmuseum, Bonn (G)
- 2020: ABSOLUTE II, boeckercontemporary, Heidelberg (G)
- 2020: Coup de crème, Galerie Ebbers, Kranenburg
- 2019: ScoOp, Märkisches Museum, Witten
- 2019: SCoOP, Museum Ratingen
- 2019: L'Heure Bleue, Martin Leyer-Pritzkow, Düsseldorf
- 2019: ScoOp, Stadtmuseum Hattingen
- 2018: Wasser&Wein, Museum Kurhaus Kleve, G
- 2017: HORST KEINING, IKOB Museum für zeitgenössische Kunst, Eupen, Belgien
- 2016: Kaviar & Roter Tee, Martin Leyer-Pritzkow, Düsseldorf
- 2016: Museum = k (x+y), IKOB – Museum für zeitgenössische Kunst, Eupen, G
- 2016: ZUGEWINN - Neuerwerbungen, Museum Schloss Moyland, Bedburg-Hau, G
- 2016: Best of, Galerie König, Hanau, G
- 2015: BLURRED TWO, Malkasten Düsseldorf
- 2015: ACEC - Galerie, Apeldoorn, G
- 2014:  Blurred Pop, Museum Schloss Moyland, Bedburg-Hau,K
- 2014: JIGGER, Galerie Ebbers, Kranenburg
- 2014: Zur Welt kommen, Galerie König, Hanau, G
- 2014: A Glorious Gift, Museum van Bommel van Dam, Venlo, Niederlande,G
- 2013: Coming Soon, Galerie König, Hanau; Am Anfang war das Wort, QuadrArt Dornbirn, ÖsterreichG; Blurred & Bombed, Museum der Stadt Ratingen; Roman d’apprentissage d’une collection, ikob, Eupen, BelgienG; Paintonpaper, Galerie Ebbers, KranenburgG; Zufall, Kulturbahnhof Eller, DüsseldorfG.
- 2012: Collection Museum van Bommel van Dam, Venlo, Niederlande; ikob-Internationales Kunstzentrum, Eupen, Belgien.
- 2011: Kunst nach 1945, Museum der Stadt RatingenG; Met andere ogen, Museum van Bommel van Dam, VenloG, Niederlande; Galerie von Fellner, Krefeld; Galerie Ebbers, KranenburgG; Pamenkalnio Gallery, Vilnius, Litauen.
- 2010: Galerie Ebbers, Kranenburg; Museum van Bommel van Dam, Venlo, Niederlande; ikob-Internationales Kunstzentrum, Eupen, BelgienK; Farbe in der zeitgenössischen Kunst, Neuer Kunstverein GießenGK; Geheimnisvolle Zwischenwelten, Museum Pfalzgalerie, KaiserslauternG.
- 2009: Galerie König, Hanau.
- 2008: ikob-Internationales Kunstzentrum, Eupen, Belgien; Galerie Andreas Brüning, Düsseldorf; The ikob-Collection, Museum van Bommel van Dam, Venlo, Niederlande; The ikob-Collection, Museum of Young Art, Wien, Österreich.
- 2007: Revision, Ludwig Museum KoblenzK; Galerie am Hauptplatz, Fürstenfeldbruck; Vilnius Painting Trienal, Vilnius, LitauenG; ikob - Internationales Kunstzentrum, Eupen, BelgienG.
- 2006: New Spray, Kunsthalle WilhelmshavenK; Panorama, Kunsthalle GießenK; Galerie Ebbers, Kranenburg.
- 2005: Galerie König, Hanau; DIN A 4, Galeriea Fundacion Alzh. Leon, SpanienG; Galerie Ebbers, Kranenburg.
- 2004: Neuer Kunstverein, AschaffenburgK; Galerie am Hauptplatz, Fürstenfeldbruck; Stadtmuseum SiegburgK; Flottmann-Hallen, HerneK; Museum der Stadt RatingenK.
- 2002: Galerie König, HanauK; Museum Baden, SolingenK; Galerie von Fellner, Krefeld; Museum Katharinenhof, Kranenburg; Kunstverein LingenK.
- 2001: Städtische Galerie GladbeckK.
- 2000: Galerie Schütte, Essen; Krefelder KunstvereinK; Kunstverein UnnaK.
- 1999: Kunstverein ArnsbergG; Kunstverein LingenK; Heerichkeining, Städt. Museum Mülheim an der RuhrK.
- 1998: Heerichkeining, Heidelberger KunstvereinK; Kunstverein Bochum.
- 1997: Muzej Novejse Zgodovine, Celje, SlowenienGK; Galerie Schütte, Essen.
- 1996: Heidelberger KunstvereinG.
- 1995: Kunstverein Zagreb, KroatienG.
- 1993: Museum Katharinenhof, KranenburgK.
- 1989: Nijmegs Museum, Nijmegen, NiederlandeG.
- 1986: Kunstverein Soest.
- 1984: Galerie Luise Krohn, Badenweiler; Kasseler KunstvereinG.
- 1983: Museum Katharinenhof, Kranenburg.
- 1982: Städtische Galerie Düsseldorf, Düsseldorf.
- 1981: Galerie Appel & Fertsch, FrankfurtG.
- 1979: Westfälischer Kunstverein MünsterG.

K=Katalog; G=Gruppenausstellung

## Werke in öffentlichen Sammlungen
- LVR-Landes Museum Bonn
- Märkisches Museum Witten
- Ludwig Museum, Koblenz
- Pfalzgalerie, Kaiserslautern
- Museum van Bommel van Dam, Venlo, Niederlande
- ikob-Museum für zeitgenössische Kunst, Eupen, Belgien
- Kunsthalle Wilhelmshaven
- Kunst aus NRW, Reichsabtei Aachen Kornelimünster
- Sammlung Museum Schloss Moyland
- Stadtmuseum Ratingen
- Commanderie van St.Jan, Nijmegen, Niederlande